# Đèn điện tử chân không 2 cực
Đèn điện tử chân không 2 cực hay còn gọi là vacuum tube diode, tránh nhầm lẫn với diode bán dẫn. Loại đèn này do Thomas Edison phát minh ra, loại linh kiện điện tử có tính chỉnh lưu nó được dùng trong mạch chỉnh lưu thời đó. 

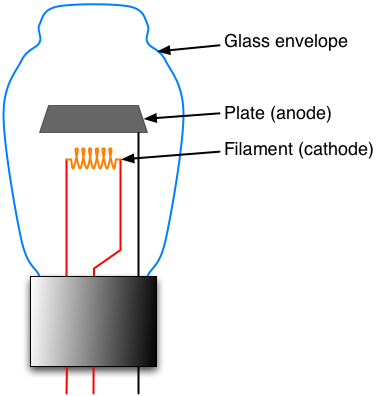
Cấu tạo cơ bản của đèn điện tử chân không 2 cực

Hiện nay, loại đèn này không còn được sử dụng mà được thay thế bằng diode bán dẫn.

## Lịch sử
Năm 1873, Frederick Guthrie phát hiện ra nguyên lý hoạt động cơ bản của các điốt nhiệt điện. Guthrie phát hiện ra rằng một điện tích tích điện có thể được thải ra bằng cách đưa một miếng kim loại nóng trắng gần đó (nhưng không thực sự chạm vào nó). Điều tương tự không áp dụng cho điện tích âm nghịch, chỉ ra rằng dòng chảy hiện tại chỉ có thể đi theo một hướng.
Thomas Edison đã tự khám phá lại nguyên tắc này vào ngày 13 tháng 2 năm 1880. Vào lúc đó, Edison đang điều tra lý do tại sao sợi filament các bóng đèn sợi cacbon của ông gần như luôn luôn bị đốt cháy ở đầu kết nối dương. Ông đã có một bóng đèn đặc biệt được làm bằng một tấm kim loại nằm trong ống thủy tinh. Sử dụng thiết bị này, ông xác nhận rằng một dòng điện vô hình chảy từ dây tóc phát sáng qua chân không đến tấm kim loại, nhưng chỉ khi tấm này được nối với nguồn cung cấp tích cực.
Edison đã thiết kế một mạch điện, nơi bóng đèn cải tiến đã thay thế điện trở một cách hiệu quả trong một vôn kế điện áp DC. Edison đã được trao bằng sáng chế cho sáng chế này vào năm 1884.
Khoảng 20 năm sau, John Ambrose Fleming (cố vấn khoa học cho Công ty Marconi và là cựu nhân viên Edison) nhận ra rằng hiệu quả của Edison có thể được sử dụng như là một máy dò vô tuyến chính xác. Fleming đã cấp bằng sáng chế di động thermionic đầu tiên, van Fleming, ở Anh ngày 16 tháng 11 năm 1904  theo sau là bằng sáng chế Hoa Kỳ 803.684.